# 上島站 (靜岡縣)
上島站（日语：／ Kamijima eki */?）是位於靜岡縣濱松市中央區上島，屬於遠州鐵道的鐵道線車站。車站編號為07。

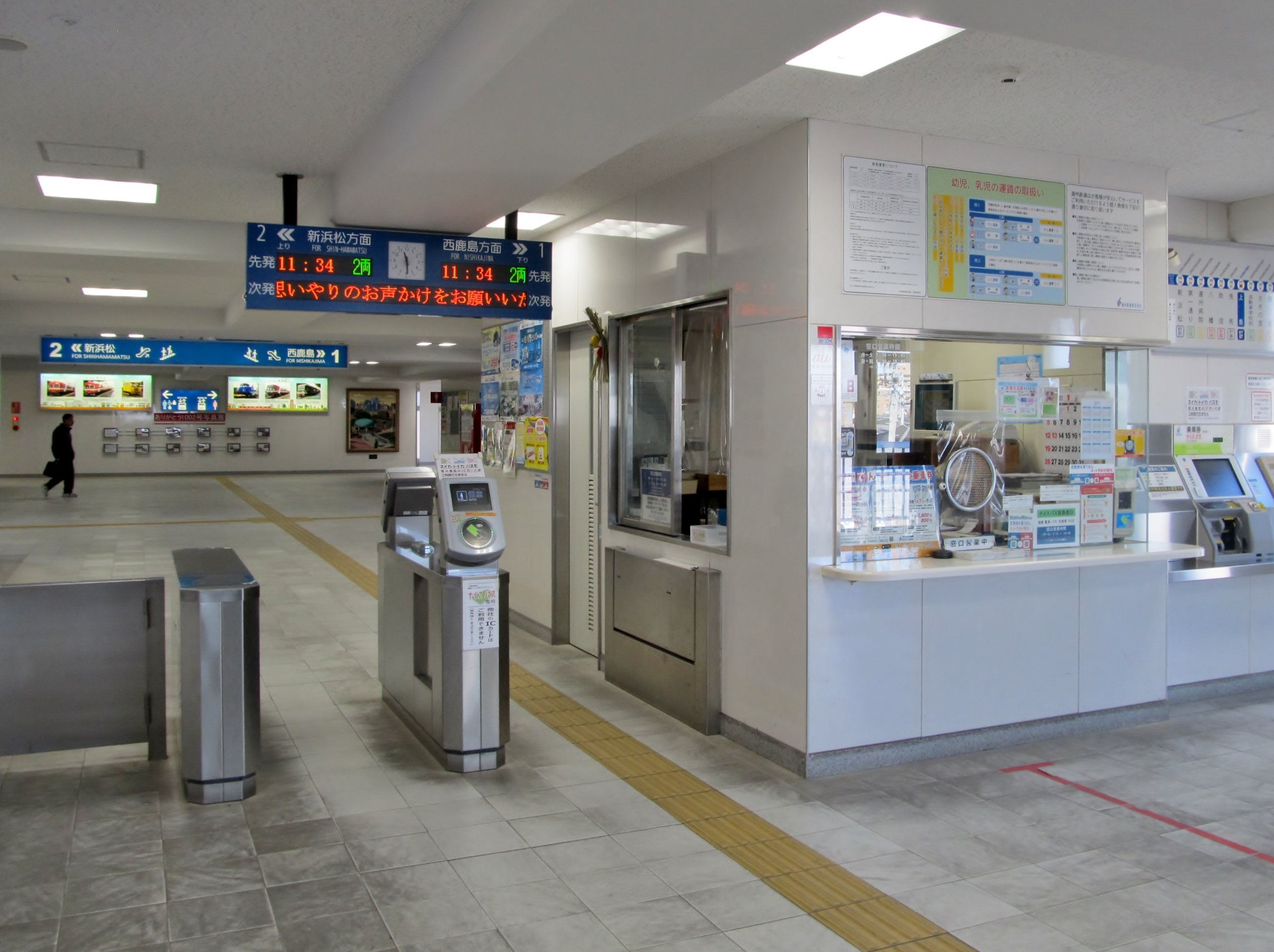
驗票口（2025年1月）

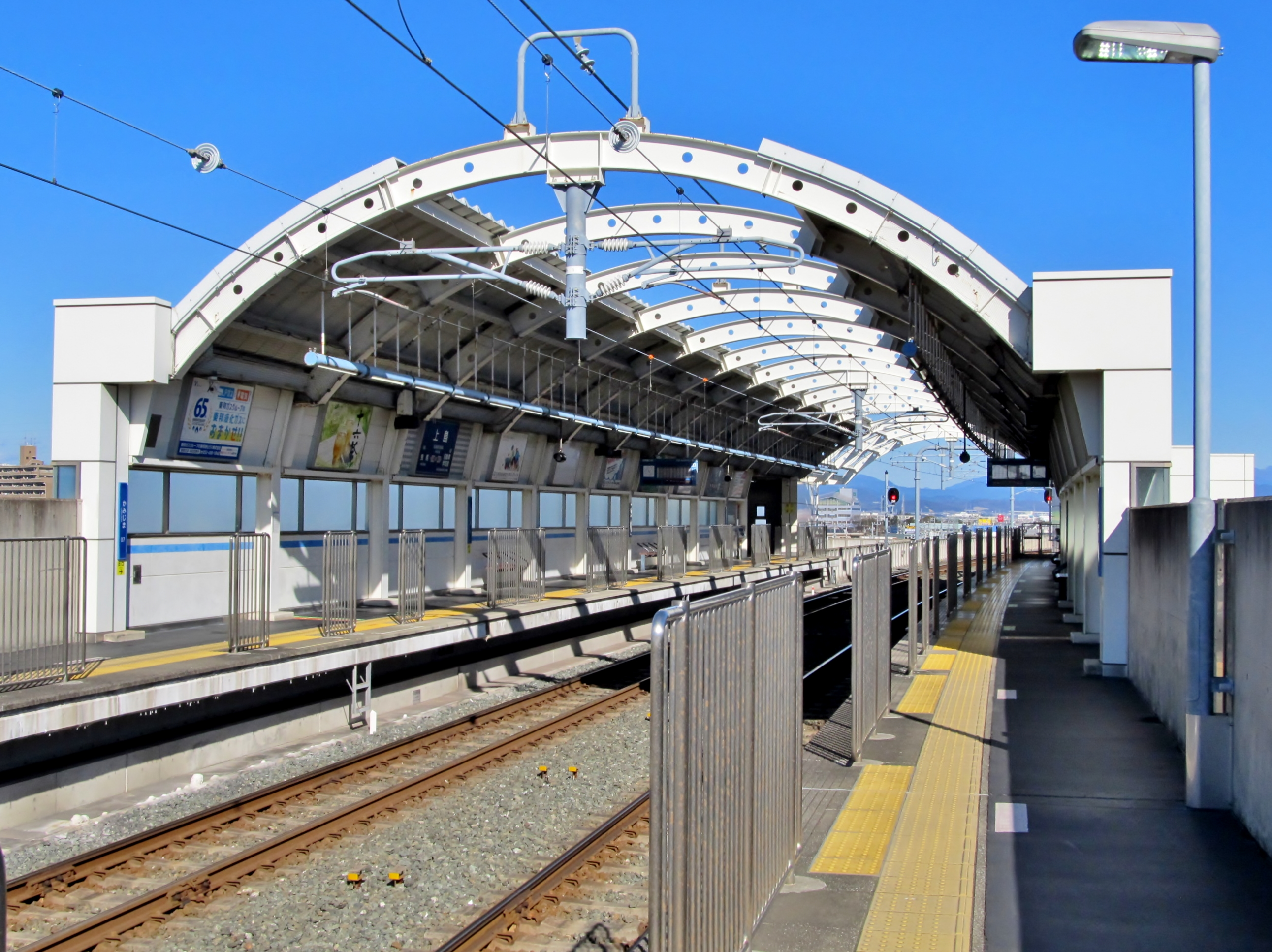
月台（2025年1月）

## 歷史

### 站名的由來
本站在啟用時取用當地的名稱（濱名郡曳馬村大字上島）上島作為站名。

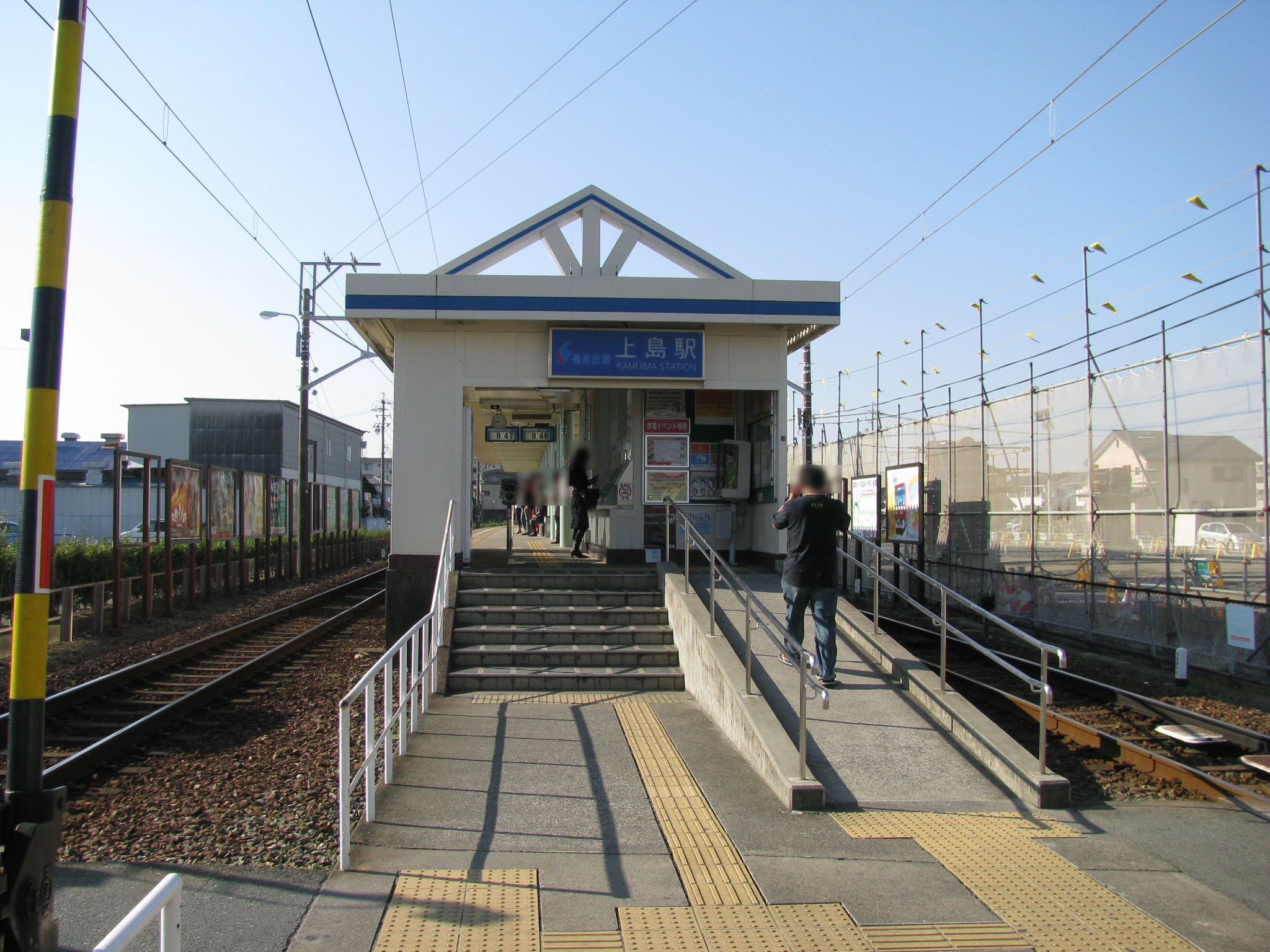
舊車站入口（2008年10月）

### 年表
- 1909年（明治42年）12月6日 - 上島站啟用。
- 1923年（大正12年）4月1日 - 車站改名為遠州上島站。
- 1956年（昭和31年）9月 - 車站內南邊的日本石油貨物側線落成。隨後敷設了貨物側線。
- 1975年（昭和50年）4月 - 結束貨物業務。
- 1978年（昭和53年）10月頃 - 車站大樓翻新。
- 2008年（平成20年）頃 - 車站高架化工程正式開始。
- 2012年（平成24年）11月24日 - 車站高架化[1]，並改名為上島駅[2]。
- 2017年（平成29年）4月 - 車站東邊的站前廣場與迴旋路完成。

## 車站大樓
此站是高架車站，設有2面2線的相對式月台。此站是直營車站，除了早上和深夜部分時段外皆設有列車交會。車站東西兩側設有單車停泊場（可容納505架），東邊設有泊車轉乘使用者專用的停車場和回轉場。
在地面車站時代，車站正式名稱中帶有「遠州」二字，名為「遠州上島站」，但是在各種標示和車內廣播中會省略「遠州」兩字，只會標示「上島站」。當時車站設有1面2線的島式月台。
由於遠州馬込站在路線高架化之際而廢止，使鐵路車輛會運送至此站。當時車站東邊靠近新濱松一方設有遷入車輛的臨時路軌，該路軌也曾經為貨物側線。後來隨著此站高架化，需要尋找一個新地方遷入車輛，現時於西鹿島至遠州岩水寺之間設有遷入車輛的設施。
此站曾經設有全日本少見的旋轉幕式發車資訊牌，在車站高架後便撤除（旋轉幕式發車資訊牌於遠州鐵道中比較常見，較多車站使用該設備）。此外，由於旋轉幕式不可以對應臨時時間表，因此發車資訊中不會顯示臨時列車資訊。在實行臨時時間表之際，顯示白幕並貼上「調整中」。
本站曾設有多條貨物側線，為遠州鐵道最大的貨物起卸車站。在側線中設有條專用線分別前往小野田水泥、自衛隊濱松基地、大協石油濱松給油所和日本石油濱松油庫，運送石油和航空燃油，經遠州馬込站進入國鐵線。在遠州鐵道結束貨物運送服務後，不會再有貨運列車經遠州馬込站前往國鐵。此站的貨物側線變成為停車場和公寓。

### 月台
| 月台 | 路線            | 上下行 | 方向       |
| ---- | --------------- | ------ | ---------- |
| 1    | ■遠州鐵道鐵道線 | 下行   | 西鹿島方向 |
| 2    | ■遠州鐵道鐵道線 | 上行   | 新濱松方向 |

## 使用狀況
在2018年度（平成30年度）的總乘車人次為645,245人（18座車站中排名第2），下車人次為619,383人（18座車站中排名第3）。此站的乘客主要來自附近的上學，上班的人士。
以下為不同年度的乘車人次和下車人次：
| 一年總間乘車人次和下車人次彎化 | 一年總間乘車人次和下車人次彎化 | 一年總間乘車人次和下車人次彎化 | 一年總間乘車人次和下車人次彎化 |
| 年度                           | 遠州鐵道                       | 遠州鐵道                       | 參考資料、備註                 |
| 年度                           | 乘車人次                       | 下車人次                       | 參考資料、備註                 |
| ------------------------------ | ------------------------------ | ------------------------------ | ------------------------------ |
| 1980年度（昭和55年度）         | 326,009 人                     | 325,748 人                     | [ 4 ]                          |
| 1981年度（昭和56年度）         | 326,541 人                     | 321,464 人                     | [ 5 ]                          |
| 1982年度（昭和57年度）         | 292,605 人                     | 296,542 人                     | [ 6 ]                          |
| 1983年度（昭和58年度）         | 300,450 人                     | 290,706 人                     | [ 7 ]                          |
| 1984年度（昭和59年度）         | 278,680 人                     | 268,858 人                     | [ 8 ]                          |
| 1985年度（昭和60年度）         | 298,213 人                     | 287,835 人                     | [ 9 ]                          |
| 1986年度（昭和61年度）         | 328,287 人                     | 316,253 人                     | [ 10 ]                         |
| 1987年度（昭和62年度）         | 345,309 人                     | 331,715 人                     | [ 11 ]                         |
| 1988年度（昭和63年度）         | 397,480 人                     | 383,312 人                     | [ 12 ]                         |
| 1989年度（平成元年度）         | 409,515 人                     | 392,116 人                     | [ 13 ]                         |
| 1990年度（平成2年度）          | 431,446 人                     | 411,982 人                     | [ 14 ]                         |
| 1991年度（平成3年度）          | 445,981 人                     | 429,504 人                     | [ 15 ]                         |
| 1992年度（平成4年度）          | 489,423 人                     | 471,677 人                     | [ 16 ]                         |
| 1993年度（平成5年度）          | 490,910 人                     | 471,677 人                     | [ 17 ]                         |
| 1994年度（平成6年度）          | 486,584 人                     | 464,708 人                     | [ 18 ]                         |
| 1995年度（平成7年度）          | 493,098 人                     | 469,282 人                     | [ 19 ]                         |
| 1996年度（平成8年度）          | 517,163 人                     | 491,751 人                     | [ 20 ]                         |
| 1997年度（平成9年度）          | 521,152 人                     | 494,722 人                     | [ 21 ]                         |
| 1998年度（平成10年度）         | 505,566 人                     | 472,981 人                     | [ 22 ]                         |
| 1999年度（平成11年度）         | 492,494 人                     | 467,562 人                     | [ 23 ]                         |
| 2000年度（平成12年度）         | 493,382 人                     | 467,796 人                     | [ 24 ]                         |
| 2001年度（平成13年度）         | 493,374 人                     | 468,100 人                     | [ 25 ]                         |
| 2002年度（平成14年度）         | 483,421 人                     | 463,446 人                     | [ 26 ]                         |
| 2003年度（平成15年度）         | 510,544 人                     | 491,040 人                     | [ 27 ]                         |
| 2004年度（平成16年度）         | 513,859 人                     | 499,705 人                     | [ 28 ]                         |
| 2005年度（平成17年度）         | 559,248 人                     | 544,059 人                     | [ 29 ]                         |
| 2006年度（平成18年度）         | 549,633 人                     | 531,830 人                     | [ 30 ]                         |
| 2007年度（平成19年度）         | 574,610 人                     | 550,913 人                     | [ 31 ]                         |
| 2008年度（平成20年度）         | 587,558 人                     | 566,583 人                     | [ 32 ]                         |
| 2009年度（平成21年度）         | 555,441 人                     | 538,669 人                     | [ 33 ]                         |
| 2010年度（平成22年度）         | 552,524 人                     | 528,258 人                     | [ 34 ]                         |
| 2011年度（平成23年度）         | 557,583 人                     | 535,651 人                     | [ 35 ]                         |
| 2012年度（平成24年度）         | 583,734 人                     | 559,780 人                     | [ 36 ]                         |
| 2013年度（平成25年度）         | 567,935 人                     | 551,724 人                     | [ 37 ]                         |
| 2014年度（平成26年度）         | 585,557 人                     | 569,241 人                     | [ 38 ]                         |
| 2015年度（平成27年度）         | 598,270 人                     | 580,033 人                     | [ 39 ]                         |
| 2016年度（平成28年度）         | 620,561 人                     | 595,891 人                     | [ 40 ]                         |
| 2017年度（平成29年度）         | 629,977人                      | 603,863 人                     | [ 41 ]                         |
| 2018年度（平成30年度）         | 645,245 人                     | 619,383 人                     | [ 3 ]                          |

## 車站周邊
車站位於住宅密集地區，在進行遠州鐵道鐵道線高架化工程時候，一併把車站周邊部分區域進行土地整理項目。在完成該項目後騰出了空地，用作建設單車停泊場、巴士和的士站。
- 四池公園（日语：四ツ池公園）
  - 四池公園陸上競技場（日语：浜松市営陸上競技場）
  - 濱松球場（日语：浜松球場）
- 杏林堂（日语：杏林堂） 上島站前店
- Workman 濱松上島店
- Create SD（日语：綠超級藥妝店） 濱松上島店
- 靜岡銀行上島分店

## 巴士路線
最近的巴士站是在車站西邊的二俁街道上上島和上島站東巴士站。設有以下巴士路線停靠，均由遠鐵巴士營運。在2016年7月19日起，迴旋路開始使用。
上島站東：上島AEON市野線、2 早出線（AEON市野、早出、遠州醫院、濱松站）
上島：61 內野台線（尾張町、濱松站、內野台、Sun Street濱北）
除此之外，向西步行一段距離可到達上島西巴士站。停靠的巴士路線包括53 56 萩丘都田線（濱松站 方向，三方原營業所、半田山中/都田站前 方向）和57 醫大循環（濱松站 方向，三方原營業所 方向）。此外，61 內野台線也停靠上島西巴士站。

## 相鄰車站
遠州鐵道
■鐵道線
曳馬（06）－上島（07）－汽車學校前（08）

## 注腳
1. ↑   (PDF) (新闻稿). 遠州鉄道: 2. 2012-11-01  [2012-11-24]. （原始内容存档 (PDF)于2016-03-04） （日语）.
2. ↑  遠州鉄道公式Twitterの新聞記事画像 （页面存档备份，存于）（日語）
3. 1 2  《靜岡縣統計年鑑 平成30年》 運輸・通信 鉄道運輸状況 （页面存档备份，存于）（日語）
4. ↑  《靜岡縣統計年鑑 昭和55年》 NDL 82024736 pp. 287-289
5. ↑  《靜岡縣統計年鑑 昭和56年》 NDL 83020918 pp. 287-289
6. ↑  《靜岡縣統計年鑑 昭和57年》 NDL 84021214 pp. 279-281
7. ↑  《靜岡縣統計年鑑 昭和58年》 NDL 85042552 pp. 279-281
8. ↑  《靜岡縣統計年鑑 昭和59年》 書誌情報 （页面存档备份，存于） pp. 279-281
9. ↑  《靜岡縣統計年鑑 昭和60年》 運輸・通信 私鉄運輸状況 （页面存档备份，存于）（日語）
10. ↑  《靜岡縣統計年鑑 昭和61年》 運輸・通信 私鉄運輸状況 （页面存档备份，存于）（日語）
11. ↑  《靜岡縣統計年鑑 昭和62年》 運輸・通信 鉄道運輸状況 （页面存档备份，存于）（日語）
12. ↑  《靜岡縣統計年鑑 昭和63年》 運輸・通信 鉄道運輸状況 （页面存档备份，存于）（日語）
13. ↑  《靜岡縣統計年鑑 平成元年》 運輸・通信 鉄道運輸状況 （页面存档备份，存于）（日語）
14. ↑  《靜岡縣統計年鑑 平成2年》 運輸・通信 鉄道運輸状況 （页面存档备份，存于）（日語）
15. ↑  《靜岡縣統計年鑑 平成3年》 運輸・通信 鉄道運輸状況 （页面存档备份，存于）（日語）
16. ↑  《靜岡縣統計年鑑 平成4年》 運輸・通信 鉄道運輸状況 （页面存档备份，存于）（日語）
17. ↑  《靜岡縣統計年鑑 平成5年》 運輸・通信 鉄道運輸状況 （页面存档备份，存于）（日語）
18. ↑  《靜岡縣統計年鑑 平成6年》 運輸・通信 鉄道運輸状況 （页面存档备份，存于）（日語）
19. ↑  《靜岡縣統計年鑑 平成7年》 運輸・通信 鉄道運輸状況 （页面存档备份，存于）（日語）
20. ↑  《靜岡縣統計年鑑 平成8年》 運輸・通信 鉄道運輸状況 （页面存档备份，存于）（日語）
21. ↑  《靜岡縣統計年鑑 平成9年》 運輸・通信 鉄道運輸状況 （页面存档备份，存于）（日語）
22. ↑  《靜岡縣統計年鑑 平成10年》 運輸・通信 鉄道運輸状況 （页面存档备份，存于）（日語）
23. ↑  《靜岡縣統計年鑑 平成11年》 運輸・通信 鉄道運輸状況 （页面存档备份，存于）（日語）
24. ↑  《靜岡縣統計年鑑 平成12年》 運輸・通信 鉄道運輸状況 （页面存档备份，存于）（日語）
25. ↑  《靜岡縣統計年鑑 平成13年》 運輸・通信 鉄道運輸状況 （页面存档备份，存于）（日語）
26. ↑  《靜岡縣統計年鑑 平成14年》 運輸・通信 鉄道運輸状況 （页面存档备份，存于）（日語）
27. ↑  《靜岡縣統計年鑑 平成15年》 運輸・通信 鉄道運輸状況 （页面存档备份，存于）（日語）
28. ↑  《靜岡縣統計年鑑 平成16年》 運輸・通信 鉄道運輸状況 （页面存档备份，存于）（日語）
29. ↑  《靜岡縣統計年鑑 平成17年》 運輸・通信 鉄道運輸状況 （页面存档备份，存于）（日語）
30. ↑  《靜岡縣統計年鑑 平成18年》 運輸・通信 鉄道運輸状況 （页面存档备份，存于）（日語）
31. ↑  《靜岡縣統計年鑑 平成19年》 運輸・通信 鉄道運輸状況 （页面存档备份，存于）（日語）
32. ↑  《靜岡縣統計年鑑 平成20年》 運輸・通信 鉄道運輸状況 （页面存档备份，存于）（日語）
33. ↑  《靜岡縣統計年鑑 平成21年》 運輸・通信 鉄道運輸状況 （页面存档备份，存于）（日語）
34. ↑  《靜岡縣統計年鑑 平成22年》 運輸・通信 鉄道運輸状況 （页面存档备份，存于）（日語）
35. ↑  《靜岡縣統計年鑑 平成23年》 運輸・通信 鉄道運輸状況 （页面存档备份，存于）（日語）
36. ↑  《靜岡縣統計年鑑 平成24年》 運輸・通信 鉄道運輸状況 （页面存档备份，存于）（日語）
37. ↑  《靜岡縣統計年鑑 平成25年》 運輸・通信 鉄道運輸状況 （页面存档备份，存于）（日語）
38. ↑  《靜岡縣統計年鑑 平成26年》 運輸・通信 鉄道運輸状況 （页面存档备份，存于）（日語）
39. ↑  《靜岡縣統計年鑑 平成27年》 運輸・通信 鉄道運輸状況 （页面存档备份，存于）（日語）
40. ↑  《靜岡縣統計年鑑 平成28年》 運輸・通信 鉄道運輸状況 （页面存档备份，存于）（日語）
41. ↑  《靜岡縣統計年鑑 平成29年》 運輸・通信 鉄道運輸状況 （页面存档备份，存于）（日語）
42. ↑   （页面存档备份，存于）（日語）

## 外部連結
- 上島站（遠鐵電車各站資訊） （页面存档备份，存于）（日語）